# Grot van Villars
De grot van Villars (grotte de Villars) is een druipsteengrot vlak bij Villars in de Dordogne in Aquitanië, Frankrijk.
Bereikbaar via de D82.
De grot van Villars is in 1953 ontdekt door de speleologenclub van Périgueux. Er zijn 13 kilometer gangen bestudeerd, waarvan 600 meter beschikbaar is voor een rondleiding. Er zijn verschillende zalen.
Er wordt een klank-en-lichtspel gehouden. Er zijn prehistorische rotstekeningen.
Zie ook andere grotten van de Dordogne.